# Tibouchina trinitensis
Tibouchina trinitensis är en tvåhjärtbladig växtart som beskrevs av Célestin Alfred Cogniaux. Tibouchina trinitensis ingår i släktet Tibouchina och familjen Melastomataceae. Inga underarter finns listade i Catalogue of Life.